# Archivos Pelícano
Los archivos Pelícano (en turco: Pelikan dosyası) son unas listas de 27 elementos publicados en abril de 2016 donde se detallan puntos de conflicto entre el primer ministro turco, Ahmet Davutoğlu y el presidente Recep Tayyip Erdoğun, dos políticos del Partido de la Justicia y el Desarrollo de Turquía que asumieron sus respectivos cargos el 28 de agosto de 2014. Fueron publicados por partidarios no identificados de Erdoğunos en un blog de Wordpress y consecuentemente conllevó la expulsión de Davutoğlu como primer ministro.
El nombre de Archivos Pelícano es un juego de palabras extraído del thriller político de 1993, El informe Pelícano.
Los archivos fueron liberados justo cuando las relaciones entre Davutoğlu y Erdoğun se había deteriorado bruscamente.
Davutoğlu podría haber entregado su dimisión cuando el primer ministro estuvo seguido por el Comité de Decisión Ejecutivo Central AKP (MKYK).
El 4 de mayo de 2016, un día anterior al previsto, Davutoğlu y Erdoğun se reunieron en el Complejo Presidencial. A pesar de que inicialmente estaba prevista como una reunión rutinaria por el personal presidencial, la reunión conllevó realizar un congreso extraordinario en 2016 en el que Davutoğlu no estaría como candidato.